# Каркаусь (село)
Каркаусь (тат. Кәркәүч) — село в Кукморском районе Республики Татарстан, административный центр Каркаусского сельского поселения.

## Этимология
Топоним произошёл от гидронима «Кәркәүч» (Каркаусь).

## География
Село находится на реке Каркаусь, в 24 км к юго-востоку от районного центра — города Кукмора.

## История
Село Каркаусь упоминается в первоисточниках с 1710—1711 годов.
В сословном плане, до 1860-х годов жителей села причисляли к государственным крестьянам. Их основными занятиями в то время были земледелие, скотоводство.
По сведениям из первоисточников, в начале XX столетия в селе действовала мечеть, мектеб, мельница, крупообдирка, 5 мелочных лавок. В этот период земельный надел сельской общины составлял 990,7 десятины.
До 1920 года село входило в Кляушскую волость Мамадышского уезда Казанской губернии. С 1920 года в составе Мамадышского кантона ТАССР. С 10 августа 1930 года в Кукморском, с 10 февраля 1935 — в Таканышском, с 1 февраля 1963 — в Сабинском, с 12 января 1965 — в Кукморском районах.
В 1930 году в селе был организован первый колхоз, с 1993 года село в составе коллективного сельскохозяйственного предприятия им. Тукая, с 2003 — сельскохозяйственного производственного кооператива «Тукай», с 2006 — общества с ограниченной ответственностью «Агрофирма «Тукай», с 2018 — общества с ограниченной ответственностью «Уныш».

## Население
| 1782 | 1859 | 1897 | 1908 | 1920 | 1926 | 1949 | 1958 | 1970 | 1979 | 1989 | 2002 | 2010 | 2017 |
| ---- | ---- | ---- | ---- | ---- | ---- | ---- | ---- | ---- | ---- | ---- | ---- | ---- | ---- |
| 39   | 362  | 675  | 779  | 776  | 739  | 669  | 559  | 527  | 448  | 375  | 400  | 354  | 312  |

Национальный состав
По данным переписей населения, в селе проживают татары.

## Экономика
Сельское хозяйство, специализация на молочном скотоводстве. 

## Инфраструктура
В селе работают клуб (с 1989 г.), детский сад (с 1969 г.), библиотека (с 1957 г.), фельдшерско-акушерский пункт (с 1989 г.) и неполная средняя школа им. Ф. А. Ахметова (в 1918 г. в селе открыта начальная школа, в 1933 г. преобразована в семилетнюю, в 1959 г. – в восьмилетнюю, в 1971 г. – в среднюю, с 2015 г. неполная средняя) с историко- краеведческим музеем (с 1983 г.).
При клубе работает татарский народный театр (с 2017 г., с 2018 г. народный).

## Религия
С 1995 года в селе действует мечеть.